# Heinrich Jucho
Heinrich Jucho (* 6. September 1878 in Dortmund; † 30. Dezember 1932 ebenda) war ein deutscher Ingenieur und Unternehmer.

## Leben
Heinrich Jucho war der Sohn des Dortmunder Unternehmers Caspar Heinrich Jucho. Nach Praktika in verschiedenen Maschinenbau-Unternehmen bestand er 1902 die Baumeister-Prüfung und schloss 1905 sein Studium an der Technischen Hochschule zu Charlottenburg mit der Diplom-Hauptprüfung ab. Er war in den Niederlanden und in Belgien praktisch tätig und reiste 1909 zu Studienzwecken in die Vereinigten Staaten. 1917 promovierte er an der Technischen Hochschule Hannover mit einer Dissertation über Selbstkostenrechnung zum Doktor-Ingenieur.
Nach dem Tod des Vaters 1906 leitete Heinrich Jucho das Unternehmen C.H. Jucho und baute es zu einem der bedeutendsten Stahlbauunternehmen Deutschlands aus. Daneben war er im Verbandswesen tätig. Er war an der Gründung der Kommission für Betriebsführung im Stahlbau maßgeblich beteiligt und war Vorstandsmitglied der Studiengesellschaft für Stahlskelettbau. Er gehörte zahlreichen Aufsichtsräten an und war von 1925 bis 1932 Präsident der Industrie- und Handelskammer zu Dortmund. Von 1925 bis 1929 war er unbesoldeter Stadtrat und Vorstandsmitglied der Deutschen Volkspartei in Dortmund. Jucho gehörte dem Reichswirtschaftsrat und dem Reichseisenbahnrat an. Er war auch Mitglied des Vereins Deutscher Ingenieure (VDI) und des Westfälischen Bezirksvereins des VDI. Dem Westfälischen Bezirksverein saß er von 1921 bis 1923 vor, dem Vorstand des Gesamtvereines gehörte er von 1926 bis 1928 an.
Heinrich Jucho war seit 1907 mit Hilde, Tochter des Industriellen Albert Hoesch, verheiratet. Mit ihr zusammen hatte er zwei Söhne und drei Töchter. Seine letzte Ruhestätte ist das von Clemens Buscher für die Familie Jucho gestaltete Grab auf dem Ostenfriedhof Dortmund.